# Torre do Bispo
Torre do Bispo é uma pequena aldeia do concelho de Santarém, na freguesia de São Vicente do Paul.
Tem cerca de 130 habitantes e está situada na Estrada Nacional 3 a 14 km da sede de concelho, entre Santarém e Torres Novas.
Apesar de pequena, esta aldeia conta com uma oficina de mecânica, uma oficina de pneus, dois cafés, um agente de seguros com serviço de banco, um grande espaço comercial de electrodomésticos, um grande espaço comercial de móveis, dois lagares de azeite e dois grandes armazéns de maquinaria.
Como aspecto interessante, esta terra tinha uma feira anual, realizada a 8 e 9 de Setembro, que, até à sua extinção, era considerada como uma das feiras mais antigas do país, com mais de 600 anos de tradição. A sua capela data de 1317, tendo ficado em ruínas e em 1946 foi totalmente restaurada. Existia também um convento anterior à data da capela, mas já foi totalmente destruído.